# Tèlson

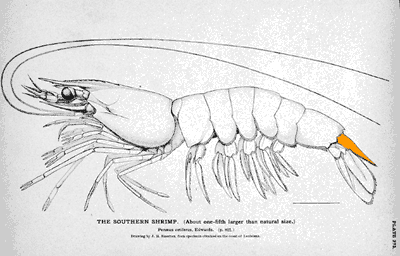
Tèlson ressaltat en taronja

En zoologia s'anomena tèlson a l'última peça quitinosa de l'exoesquelet dels artròpodes, especialment de les gambetes i llagostes.
Les seves funcions són diverses. En alguns artròpodes verinosos, com els escorpins, aquesta part pren forma d'agulló amb què injecten el verí a les seves víctimes (no sóls l'utilitzen per caçar preses sinó com a sistema defensiu). En d'altres, com alguns estomatòpodes, estan recoberts d'espines i s'utilitzen per protegir l'entrada del cau.